# Idaea grisata
Idaea grisata là một loài bướm đêm trong họ Geometridae.